# Clatrosansonia cubensis
Clatrosansonia cubensis is een slakkensoort uit de familie van de Pickworthiidae. De wetenschappelijke naam van de soort is voor het eerst geldig gepubliceerd in 1990 door Espinosa, Fernández-Garcés & Rolán.